# ممكان (صوماي برادوست)
ممكان هي قرية في مقاطعة أرومية، إيران. عدد سكان هذه القرية هو 1,457 في سنة 2006.